# Anda Uldum
Andreas René Uldum (født 21. april 1979 i Qeqertarsuaq) er en grønlandsk politiker og musiker. Han var medlem af Grønlands parlament, Inatsisartut, for Demokraterne fra 2014 til 2016 og stedfortræder i parlamentet det meste af tiden fra 2009 til 2014. Han var minister for finanser og naturressourcer fra 2014 til 2016 og formand for Demokraterne i de samme år. Andy Uldum er også kendt som guitarist i rockbandet DDR og sangsolist.

## Familie, uddannelse, erhverv og musik
Anda Uldum er søn af Nils og Ane Sofie Uldum. Han har to børn med sin kone Charlotte Marie Uldum. Han er uddannet socialpædagog og har arbejdet som børne- og ungdomskonsulent i Sermersooq Kommune. Han er bedst kendt i Grønland som guitarist i rockbandet Disko Democratic Republic (de) (DDR). Han har også udgivet børnepladen Angakkuakkatut hos Atlantic Music.

## Politisk karriere
Han stillede op til Grønlands parlament, Inatsisartut, for Demokraterne for første gang ved parlamentsvalget i 2009, hvor han opnåede det femtebedste resultat for sit parti og blev 1. stedfortræder for Demokraterne. Da Jens B. Frederiksen blev udnævnt til minister, blev Anda Uldum hans stedfortræder i Inatsisartut. I 2012 afløste han Palle Christiansen som partiets næstformand. Ved valget i marts 2013 opnåede han det tredjebedste resultat blandt sine partifæller, men fordi Demokraterne kun fik to mandater denne gang, blev han alligevel kun 1. stedfortræder for partiet. Palle Christiansen trak sig fra Inatsisartut i oktober samme år, og Anda Uldum overtog hans plads. Ved kommunalvalget i 2013 blev han medlem af kommunalbestyrelsen i Sermersooq Kommune.
Da Jens B. Frederiksen trådte tilbage som partiformand, blev Anda Uldum valgt som hans efterfølger i marts 2014. Ved parlamentsvalget i 2014 mere end femdoblede han sit stemmetal og fik en fast plads i Inatsisartut. Han blev efterfølgende udnævnt til minister for finanser og naturressourcer og viceformand for regeringen i Regeringen Kielsen II, hvorefter han trak sig fra sin plads i kommunalbestyrelsen. I begyndelsen af november 2015 tog han i første omgang tre måneders orlov på grund af stress. I midten af januar 2016 meddelte Uldum, at han trak sig fra grønlandsk politik. Da hans kone skulle starte på en uddannelse i Danmark, ville han flytte dertil med sin familie.